# 哈纳喀及赛提喀玛勒清真寺宣礼塔
哈纳喀及赛提喀玛勒清真寺宣礼塔（維吾爾語：خانىقا ۋە سەيىتقامال مەسچىتىنىڭ ئەزان مۇنارى‎）是位于中华人民共和国新疆维吾尔自治区塔城地区塔城市哈纳喀清真寺和赛提喀玛勒清真寺的宣礼塔。哈纳喀清真寺和赛提喀玛勒清真寺建筑大部分已经拆毁，如今仅剩宣礼塔。2013年3月，哈纳喀及赛提喀玛勒清真寺宣礼塔被列为中华人民共和国第七批全国重点文物保护单位。

## 历史
光绪十一年（1885年），乌孜别克族大毛拉赛提喀玛勒向各族穆斯林发起募捐，修建了赛提喀玛勒清真寺。清真寺也因大毛拉得名。赛提喀玛勒清真寺由来自哈密的建筑师哈来扎设计建造。哈纳喀清真寺于宣统二年（1910年）由乌孜别克族穆斯林艾则孜·阿吉等人集资，由维吾尔族建筑师孜亚努东设计建造。因为建成后的清真寺由哈纳喀毛拉主管，所以这座清真寺被命名为哈纳喀清真寺。清真寺的宣礼塔则于民国十七年（1928年）方才开始兴建。文化大革命期间，哈纳喀清真寺部分建筑被拆，塔顶被毁坏。清真寺也曾被挪作他用，一度作为粮店存在。直到1986年，塔城市建筑局拨款修复塔顶。1988年，第二次全国文物普查中对其调查并建档，此次普查将该清真寺称为“窝依巴扎尔乌孜别克哈尼克清真寺”。1999年，哈纳喀清真寺被列为第四批新疆维吾尔自治区文物保护单位。
文化大革命期间，赛提喀玛勒清真寺被毁，宣礼塔顶被毁。1986年，塔城市建筑局拨款修复宣礼塔造型。1988年，第二次全国文物普查中对其调查并建档，此次普查将该清真寺称为“斯依提卡马力大毛拉清真寺”。1999年，赛提喀玛勒清真寺被列为第四批新疆维吾尔自治区文物保护单位。21世纪初，对两座清真寺宣礼塔进行粉刷并建立了双塔公园。21世纪10年代，中华人民共和国国家文物局批复了两座清真寺宣礼塔抢险加固工程和保护规划。2013年3月，哈纳喀及赛提喀玛勒清真寺宣礼塔被中华人民共和国国务院公布为第七批全国重点文物保护单位。

## 现状
两座清真寺宣礼塔位于中华人民共和国新疆维吾尔自治区塔城地区塔城市团结路的双塔公园内。四周为城市道路，与塔城市委办公楼隔路相望。哈纳喀清真寺宣礼塔东侧200米处为赛提喀玛勒清真寺宣礼塔。
哈纳喀清真寺主体建筑已拆除，哈纳喀清真寺宣礼塔为高18米的八角形塔，位于双塔公园西南侧。宣礼塔由红砖砌成，两层观楼位于塔体底部和顶部，观楼平面同呈八角形，观楼有铁栏杆围绕。塔体内原有木质楼梯，现已拆除。每面塔身都有5组或为花卉图案或为几何图案的浮雕。塔顶为尖峭的三角形。赛提喀玛勒清真寺主体建筑也已拆除，赛提喀玛勒清真寺宣礼塔高20米，是一座砖混结构建筑，同样使用红砖。赛提喀玛勒清真寺宣礼塔位于公园东南侧。宣礼塔占地17.64平方米。高3米的塔基平面呈四方形，边长1米。塔基每面有浮雕而成的圆柱4根。宣礼塔塔身平面为八角形，每面装饰有几何图案。塔顶为平面呈六角形拱，塔顶由蓝色釉砖贴面。两座宣礼塔都包含维吾尔建筑特色和俄式建筑特色。